# Elecciones generales de Austria de 1990
Las elecciones generales de Austria se realizaron el 7 de octubre de 1990. El Partido Socialdemócrata obtuvo la mayoría parlamentaria y retuvo la gran coalición con el Partido Popular Austríaco. La participación electoral fue de un 86.1%.

## Resultados
| Partido                                       | Votos     | %    | Escaños | +/–   |
| --------------------------------------------- | --------- | ---- | ------- | ----- |
| Partido Socialdemócrata de Austria            | 2 012 787 | 42.8 | 80      | 0     |
| Partido Popular Austríaco                     | 1 508 600 | 32.1 | 60      | –17   |
| Partido de la Libertad de Austria             | 782 648   | 16.6 | 33      | +15   |
| Alternativa Verde-Lista Freda Meissner-Blau   | 225 084   | 4.8  | 10      | +2    |
| Verdes Unidos de Austria                      | 92 277    | 2.0  | 0       | 0     |
| Alianza de los Beneficiados del Bienestar     | 35 833    | 0.8  | 0       | Nuevo |
| Partido Comunista de Austria                  | 25 682    | 0.5  | 0       | 0     |
| Comunidad Electoral Cristiana                 | 9263      | 0.2  | 0       | Nuevo |
| Partido Democrático Cristiano                 | 6194      | 0.1  | 0       | Nuevo |
| Plataforma Electoral de los Austríacos Grises | 3996      | 0.1  | 0       | Nuevo |
| Fritz Georg                                   | 2530      | 0.1  | 0       | Nuevo |
| Votos en blanco/nulos                         | 143 847   | –    | –       | –     |
| Total                                         | 4 848 741 | 100  | 183     | 0     |
| Fuente: Nohlen & Stöver                       |           |      |         |       |